# Thomas Harding

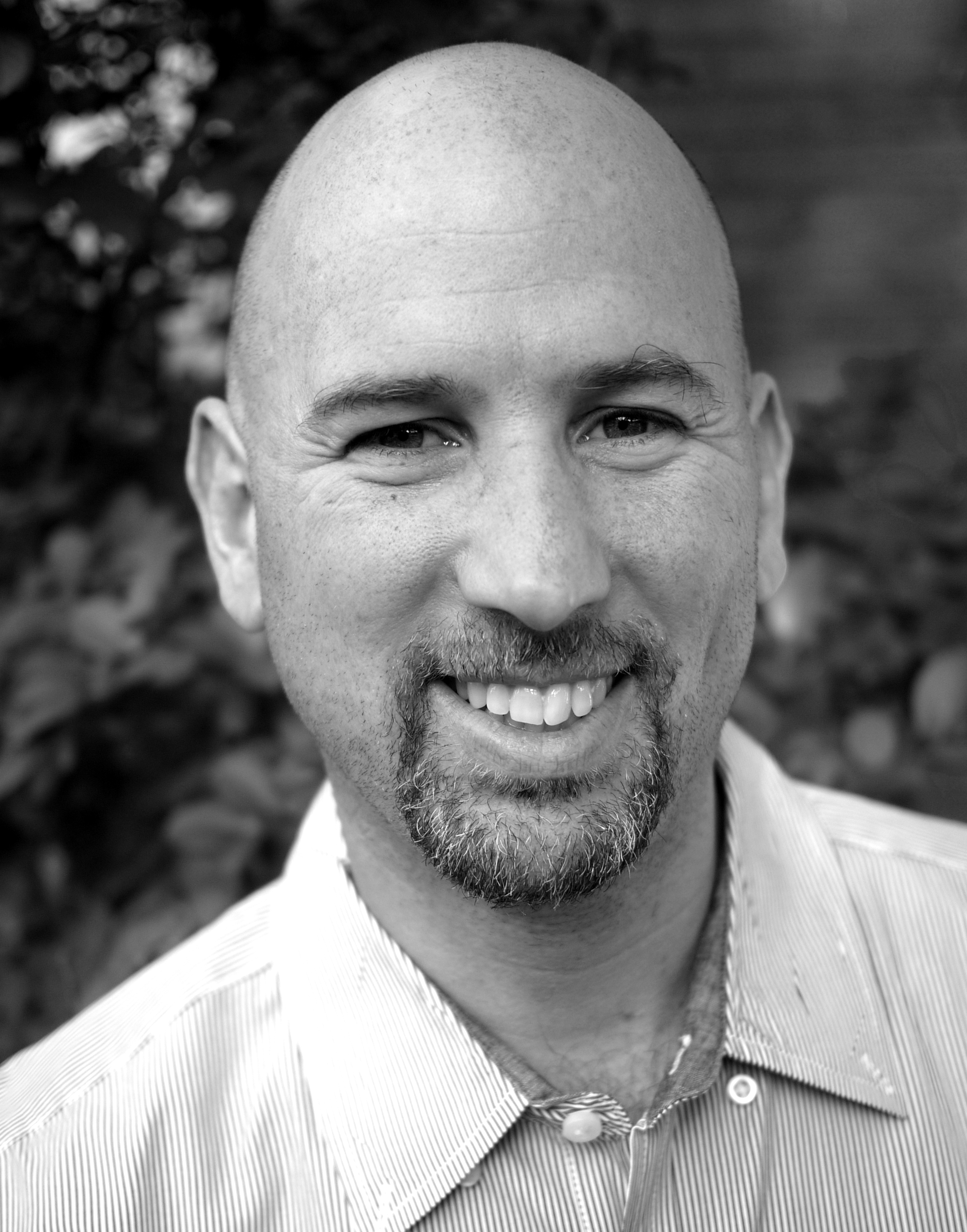
Thomas Harding (2011)

Thomas Lucien Harding (geboren 31. August 1968 in London) ist ein britischer Journalist und Autor.

## Leben und Wirken
Harding besuchte die Westminster School in London und studierte Anthropologie und Politikwissenschaft am Corpus Christi College in Cambridge. Er begann als Journalist für das Fernsehen zu arbeiten und schrieb seither für eine Reihe von Zeitungen, darunter The Guardian, The Sunday Times, The Independent und die Financial Times.
Harding veröffentlichte 1998 The Video Activist Handbook und prägte damit den Begriff Videoaktivismus. 2002 war er Co-Autor des Sammelbandes Video for Change. Harding war Mitgründer der Organisation Undercurrents und erhielt 1998 die Lizenz für den lokalen Fernsehsender Oxford Channel.
Harding und seine Frau übersiedelten in die USA, und er co-produzierte bei einem Fernsehsender im Bundesstaat West Virginia ein politisches Magazin. Im Jahr 2006 wurde er in Shepherdstown Mitherausgeber der Zeitung The Shepherdstown Observer. Seine journalistische Tätigkeit wurde von der Regierung des Staates West Virginia administrativ behindert, und er selbst wurde wegen seiner Berichterstattung verklagt. Im Jahr 2010 gewann er einen Prozess vor dem Verfassungsgericht des Staates, und 2011 kam dank seiner politischen Tätigkeit in West Virginia ein Gesetz zustande, das die Rechte der Journalisten gegen staatliche Eingriffe stärkte.
Harding ist der Großneffe von Hanns Alexander (1917–2006), der 1936 als Jude aus dem nationalsozialistischen Deutschland fliehen musste und der als britischer Offizier am Ende des Zweiten Weltkriegs nach Deutschland kam. Seine Aufgabe war es, führende deutsche Nationalsozialisten ausfindig zu machen. Ihm gelang es 1946, den Kommandanten des KZ Auschwitz Rudolf Höß, der sich unter falschem Namen in Schleswig-Holstein auf einem Bauernhof verborgen hielt, aufzuspüren und zu verhaften. Erst durch die Trauerrede auf der Beerdigung von Hanns Alexander am 28. Dezember 2006 erfuhr er von der Geschichte der Beteiligung seines Großonkels an der Aufspürung und Verhaftung von Rudolf Höss. Harding hat daraufhin die Geschichte recherchiert und 2013 ein Buch mit der Gegenüberstellung der biografischen Lebensläufe des „deutschen Juden“ Hanns und des „Kommandanten von Auschwitz“ Rudolf veröffentlicht. Die Biografie war auf der Shortlist für die Costa Book Awards 2013.
Im Sommer 2013 besuchte Harding das Ferienhaus in Groß Glienicke, in dem sein Großonkel Hanns Alexander seit 1927 viele Jahre seiner Kindheit bis 1936 verbracht hat. Seiner Initiative ist es vor allem zu verdanken, dass im April 2014 das Haus durch 14 Mitglieder der Familie Alexander und 60 Einwohnern von Groß Glienicke vom dort angehäuften Müll befreit und damit ein wichtiges Zeichen der „Versöhnung“ gesetzt wurde. Ein Jahr später hat er 2015 die Geschichte um das Alexander-Haus bei Berlin, das Sommerhaus seines Urgroßvaters Alfred Alexander, als Buch veröffentlicht. Er ist heute Vorsitzender des 2013 gegründeten gemeinnützigen Vereins Alexander-Haus e. V.
Mit Debora Harding hat er zwei Kinder und lebt in Hampshire, England. Mitte Juli 2016 wurde bekannt, dass Harding nach der „Brexit“-Entscheidung die deutsche Staatsbürgerschaft beantragt hat.

## Film
Eine Filmdokumentation über die Restaurierung des Alexander-Hauses in Potsdam:
- Anne Wigger: Das Haus am Glienicker See. Deutschland, Dokumentation mit Thomas Harding und vielen Zeitzeugen, Redaktion Gabriele Conrad, 2017. 45 Min. Erstsendung am 12. Dezember 2017, 21:00 – 21:45 Uhr beim RBB-Fernsehen[14]

## Schriften (Auswahl)
- The video activist handbook. Pluto Press, London 1998
- Hanns and Rudolf: The German Jew and the Hunt for the Kommandant of Auschwitz. Heinemann, London 2013
  - Hanns und Rudolf. Der deutsche Jude und die Jagd nach dem Kommandanten von Auschwitz.  Aus dem Englischen von Michael Schwellien. dtv, München 2014. ISBN 3-423-28044-1
- Kadian Journal – A Father’s Story. Random House, 2014
- The House by the Lake: A Story of Germany. Heinemann, London 2015 (Alternativtitel bei Random House: The House By The Lake: Berlin. One House. Five Families. A Hundred years of History)
  - Sommerhaus am See. Fünf Familien und 100 Jahre deutscher Geschichte.  Aus dem Englischen von Daniel Bussenius. dtv, München 2016. ISBN 978-3-423-28069-3.
- Blood On The Page: A Murder, a Secret Trial, a Search for the Truth. Random House, 2018
- Legacy: One Family, a Cup of Tea, and the Company who took on the World. Random House, 2019
- The House By The Lake (Bilderbuch). Walker Books, 2020
- Future History: 2050. Jacoby & Stuart, 2020
- The maverick: Georg Weidenfeld and the golden age of publishing, Verlag Weidenfeld & Nicolson London, 2023
- Weisse Schuld: ein Sklavenaufstand und das Erbe der Sklaverei, Verlagshaus Jacoby & Stuart Berlin, 2023